# Олд Очард Бич (Мејн)
Олд Очард Бич (енгл. Old Orchard Beach) насељено је место без административног статуса у америчкој савезној држави Мејн.

## Демографија
По попису из 2010. године број становника је 8.624, што је 232 (-2,6%) становника мање него 2000. године.
| Група             | 2000.         | 2010.         |
| Белци             | 8.581 (96,9%) | 8.201 (95,1%) |
| Афроамериканци    | 50 (0,6%)     | 72 (0,8%)     |
| Азијати           | 41 (0,5%)     | 80 (0,9%)     |
| Хиспаноамериканци | 90 (1,0%)     | 147 (1,7%)    |
| Укупно            | 8.856         | 8.624         |